# Interview met een gewichtig personage
Interview met een gewichtig personage is een hoorspel van Jan Rys. Interview mit einer bedeutenden Persönlichkeit werd op 7 januari 1969 door de Norddeutscher Rundfunk uitgezonden. Gérard van Kalmthout vertaalde het en de KRO zond het uit in het programma Dinsdagavondtheater op dinsdag 9 mei 1972. De regisseur was Harry de Garde. Het hoorspel duurde 50 minuten.

## Rolbezetting
- Corry van der Linden (zij & haar stem)

## Inhoud
In het middelpunt van deze satire staat een jonge persvolontaire die naar haar bandopname van een interview met een "gewichtig personage" luistert en dat onder de invloed van alcohol van commentaar voorziet. Het gewichtig personage zegt op de band echter geen woord. De jonge vrouw beantwoordt haar vragen zelf en geeft daarmee het tragisch-groteske beeld van een leven dat het ernstig meent met de eis aan geen enkele ideologie, aan geen enkele meester onderworpen te zijn. Haar anarchisme op erotisch en politiek gebied blijkt - alleszins in dit privé-geval  - misbegrepen vrijheid te zijn. Uiteindelijk wordt duidelijk dat de jonge vrouw wellicht nooit bezoek van een "gewichtig personage" heeft gehad, dat het interview slechts eenzame rekenschap was…